# 阿尔法通道
阿尔法通道（ 或）是指一张图片的透明和半透明度。例如：一个使用每個像素16位元儲存的點陣圖，對於圖形中的每一個像素而言，可能以5個位元表示红色，5個位元表示绿色，5個位元表示蓝色，最後一個位元是阿尔法。在这种情况下，它要么表示透明要么不是，因為阿爾法位元只有0或1兩種不同表示的可能性。又如一个使用32個位元儲存的點陣圖，红绿蓝及阿尔法通道各以8個位元表示。在这种情况下，就不光可以表示透明还是不透明，阿尔法通道还可以表示256级的半透明度，因為阿爾法通道有8個位元可以有256種不同的資料表示可能性。

## 計算方法
阿爾法通道的圖像中的任意一點的像素值計算結果如下：
{\displaystyle \left\{{\begin{array}{l}out_{A}=src_{A}+dst_{A}(1-src_{A})\\out_{RGB}={\bigl (}src_{RGB}src_{A}+dst_{RGB}dst_{A}\left(1-src_{A}\right){\bigr )}\div out_{A}\\out_{A}=0\Rightarrow out_{RGB}=0\end{array}}\right.}